# Homnabad
Homnabad (en canarés: ಹುಮ್ನಾಬಾದ್ ) es una ciudad de la India en el distrito de Bidar, estado de Karnataka.

## Geografía
Se encuentra a una altitud de 642 m s. n. m. a 714 km de la capital estatal, Bangalore, en la zona horaria UTC +5:30.

## Demografía
Según estimación 2011 contaba con una población de 48 506 habitantes.